# Magyarországi Unitárius Egyház
A Magyarországi Unitárius Egyház egy bejegyzett vallási közösség. A Magyar Unitárius Egyház 2010-es döntéssel, 2012-ben jött létre, amikor az Erdélyi Unitárius Egyház egyesült a Magyarországi Unitárius Egyházzal, Kolozsvár központtal. A romániai központú egyház Magyarországi Egyházkerülete a keresztény unitárius vallás hivatalos magyarországi képviselője. 
Az egyházkerület címere a három dombon álló galamb, körülötte farkába harapó kígyó.

## Története
Az unitárius egyház alapítója Dávid Ferenc volt. Az Unitárius Egyház kezdetét 1568-tól, a lelkiismereti szabadságot a történelemben első ízben kimondó tordai országgyűléstől számítják. Az új hit hamarosan elterjedt Erdélyen kívül is, főleg Magyarország különböző részein.
A trianoni békeszerződés (1920) után az egyház többségét kitevő 8 esperesi kör Románia része lett. A kilencedik székhelye Budapest volt, melynek státusza sokáig átmeneti maradt. A Trianon utáni Magyarország területén maradt hívek ugyanis egészen 1968-ig továbbra is az erdélyi központú egyházi szervezethez tartoztak, s annak keretén belül egy püspöki helynök intézte a magyarországi ügyeket. Ekkor, a tordai országgyűlés négyszázadik évfordulóján megalakult az önálló magyarországi unitárius egyház. Ennek utolsó püspöke, Rázmány Csaba halála után megindultak az egyeztetések a két unitárius egyházrész szervezeti újraegyesítéséről, aminek eredményeként 2010. november 20-án a Magyarországi Unitárius Egyház Képviselő Tanácsa elfogadta az egység helyreállításáról szóló egyezményt. Az egyházegyesítés jogilag az egységes Alaptörvény elfogadásával vált befejezetté.
A 2012. június 28-án Kolozsvárott elfogadott határozat értelmében a Magyarországi Unitárius Egyház és az Erdélyi Unitárius Egyház egyesülésével létrejött a Magyar Unitárius Egyház.

## Elterjedése
Az egyházhoz 11 egyházközségben és 50 szórványban mintegy 15 000 hívő tartozik.[forrás?] Az egyházközségek egyetlen egyházkerületet alkotnak.

## Egyházközségek
- Unitárius székház és templom, Budapest
- Bartók Béla Unitárius Egyházközség Misszióház, Budapest
- Pestszentlőrinci Unitárius Egyházközség, Budapest
- Debrecen
- Dunántúl - Dél-dunántúli Szórványegyházközség
- Duna-Tisza - Duna-tiszaközi Szórványegyházközség
- Füzesgyarmat
- Győr - Észak-dunántúli Szórványegyházközség
- Hódmezővásárhely
- Unitárius templom (Kocsord) - Kocsordi Egyházközség
- Miskolc - Észak-magyarországi Egyházközség

## Vezetőség
A Magyar Unitárius Egyház Magyarországi Egyházkerületének vezetése a zsinat-presbiteri elv alapján az egyházköri közgyűlés hatásköre. Ennek elnöke a mindenkori püspöki vikárius (helynök) és az egyházkerületi főgondnok.

### Püspökök
Az erdélyi unitárius püspököket lásd itt: Erdélyi unitárius püspökök listája
| 1918 után Erdélyt Romániához csatolták. Lényegében csak 1945 után alakult ki önálló egyházi vezetés Magyarországon, választottak vezetőket: - Szent-Iványi Sándor, egyházi elnök 1945–1947 - Dr. Csiki Gábor, püspöki helynök 1947–1958 - Pethő István, püspöki helynök 1957–1966 - Filep Imre, püspöki helynök 1966–1970 - Dr. Ferencz József püspök 1971–1988 - Huszti János püspök 1988–1993 - Bencze Márton püspök 1994–2001 - Rázmány Csaba püspök 2001–2009 - Kászoni-Kövendi József püspöki helynök 2009-2020 - Kriza János püspöki helynök 2020- - Homoródszentmártoni Biro Sámuel 1718–1721 - Désfalvi Simon Mihály 1718–1723 - Vargyasi Daniel Ferenc 1718–1747 - Kénosi Sándor Gergely 1718–1728 - Gidófalvi Gábor 1718–? - Bongardus János 1718–? - Teleki Ferenc 1718–? - Vargyasi Daniel Péter 1723–1741 - Káli Kun István 1723–1736 - Désfalvi Simon János 1732–1765 - Szentiványi Henter János 1747–1752 - Petrichevich Horváth Boldizsár 1753–1778 - Árkosi Benkő Rafay 1753–1761 - Árkosi Benkő Ferenc 1761–1771 - Ürmösi Maurer Sámuel 1771–1786 - Petrichevich Horváth Ferenc 1778–1804 - Ürmösi Maurer László 1786–1789 - Toroczkai Mihály 1789–1802 - Vargyasi Daniel Elek 1802–1812 - Petrichevich Horváth Miklós 1805–1814 - S. Szentiványi Sámuel 1811–1817 - Petrichevich Horváth Károly 1815–1830 - Vargyasi Daniel Elek 1820–1848 - Augusztinovics Pál 1832–1837 - Káli Nagy Elek 1854–1878 - Harczói Gálfalvi Imre 1862–1875 - Vargyasi Daniel Gábor 1876–1905 - Laborfalvi dr. Berde Áron 1876–1905 - Petrichevich Horváth Kálmán 1892–1925 - Nagyfalusi Fekete Gábor 1907–1917 - Árkosi Ferenczy Géza 1920-1938 - Dr. Szent-Iványi József 1925–1938 - Dr. Gál Miklós 1938–1951 - Dr. Elekes Domonkos 1938–1941 - Dr. Gelei József 1941–1945 - Dr. Mikó Lőrincz 1946–1952 - Ferencz József 1953–1968 - Kereki András 1953–1968 - Kelemen Lajos 1960–1963 - Dr. Mikó Imre 1964–1968, 1975–1977 - Székely János 1970–1975 - Dr. Barabássy László 1969–1991 - Dr. Gyarmathy Árpád 1978–1989 - Jenei Dezső 1990–1996 - Gálfalvi Sándor 1992-1996 - Dr. Szabó Pál 1996-2000 - Balogh Ferenc 2000–2002 - Dr. Kisgyörgy Árpád 2000–2003 - Kolumbán Gábor 2003–2009 - dr. Máthé Dénes 2003–2015 - Csáka József 2009–2015 - Farkas Emőd 2015– - Boros János 2015– Trianon után Erdélyt Romániához csatolták. 1945 után kialakult az önálló egyházi vezetés Magyarországon. Így Magyarországon azóta főgondnokot is választottak: - Daniel Gábor, világi elnök 1902–1919 - Hajós Béla 1923–1957 - Vargyasi Daniel Gábor 19??–1957 - Gál Jenő 1947–1961 - Imre Dénes 1947–1975 - Gálfalvi István 1957–19?? - Ferencz József 1957–1971 (utána püspök 1971–1988) - Bartók Béla ifj. 1971–1994 - Gyarmathy László 1971–1992 - Kiss József 1982–1983 - Murvay Sámuel 1994–2001 - Mikó István 2001–2005 - Elekes Botond 2005– - Dési György 1591 - Székesfejérvári Mátyás 1594–1606 - Ajtai Balás 1630 - Kolosi István 1640–1648 - Ajtai Balás 1652–1657 - Désfalvi Miklós 1657–1661 - N. S. Koncz Boldizsár 1661–1663 - Kövendi Nagy Mihály 1663–1667 - Ajtai Mihály 1667–1668 - Pauli István 1668–1669 - Kövendi Mihály 1671 - B. Bedő Pál 1687 - Ajtai Mihály 1689 - Pálfi Sigmond 1707–1724 - Szentábrahámi L. Mihály 1724. április 7.–1737 - Kövendi János 1754 - S. Szentkirályi Agh István 1758-ig - Pálfi Beniámin 1768 - Kovácsi Tamás 1771 alatta aljegyző Abrudbányai Nagy Mihály - Lázár István 1776 - Pákei Jósef 1786 - Nagy Sigmond 1802 - Fűzi János 1812 - Molnos Dávid 1832 - O-tordai Székely Miklós 1836 - Ar. Rákosi Székely Sándor 1838 |

## Idézet
"A magyarság számára talán a legszomorúbb, hogy az egyetlen magyar alapítású egyház, az Erdélyben a XVI. században született unitárius – amely humanizmusával, a vallásszabadság 1568-ban kimondott törvényesítésével és haladó szellemével kiemelkedő lehetne – állandó szálka volt a többi keresztény felekezet szemében. Ez gyakran ma is tapasztalható. Kis létszámuk miatt igen sokan nem is ismerik őket, és az időnként nyilvánosságra kerülő híradásokat idegenkedve vagy értetlenül fogadják." – Bartók Béla